# Sindolsheim
Sindolsheim ist ein Ortsteil von Rosenberg im Neckar-Odenwald-Kreis in Baden-Württemberg.

## Geographische Lage

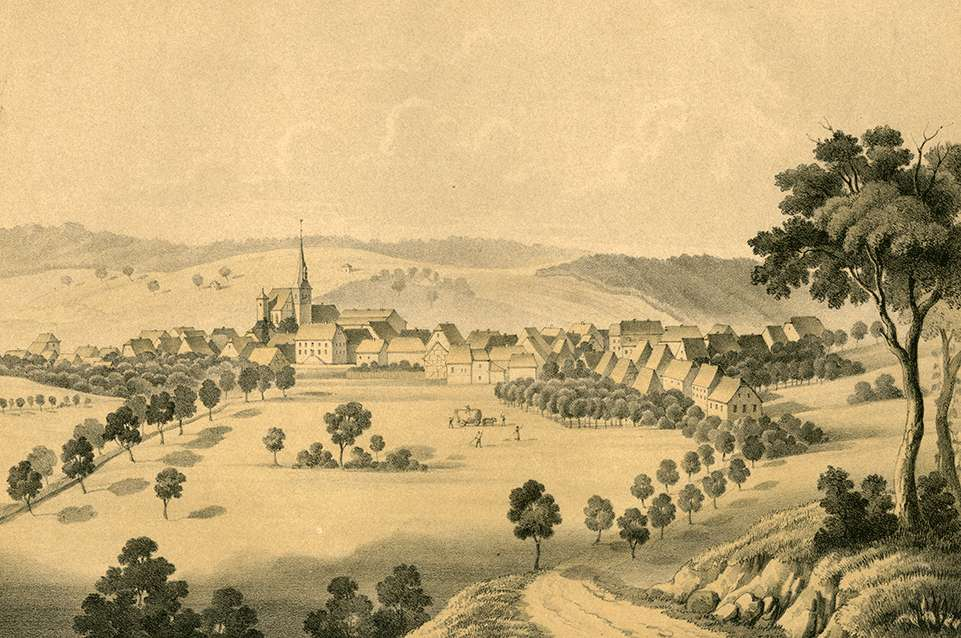
Südansicht um 1860

Sindolsheim, ein Dorf der Gemeinde Rosenberg (Baden), liegt im oberen Kirnautal. Der Bach Kirnau durchfließt Sindolsheim von Nordwesten nach Südosten. Die Landesstraße L 518 durchzieht den Ort von Norden zum im Süden liegenden Rosenberg. Die Bebauung steht beiderseits des Bachtalbodens.

## Geschichte
Von 1100 gibt es eine Kopialüberlieferung ins 13. Jahrhundert mit der Nennung Sindolfis(heim). Ein Personenname Sindolt in der Nibelungensage kann der Namensgeber sein. Gesiedelt wurde auf dem Flecken bereits im 6./7. Jahrhundert. Im Hochmittelalter war der Ort in Amorbacher Besitz. Die Ersterwähnung ist um 1200 dokumentiert. Um 1240 war der Ort dem Heinrich und Ludwig von Sindolsheim, die im Gefolge der Herren von Krautheim dienten, zugehörig.

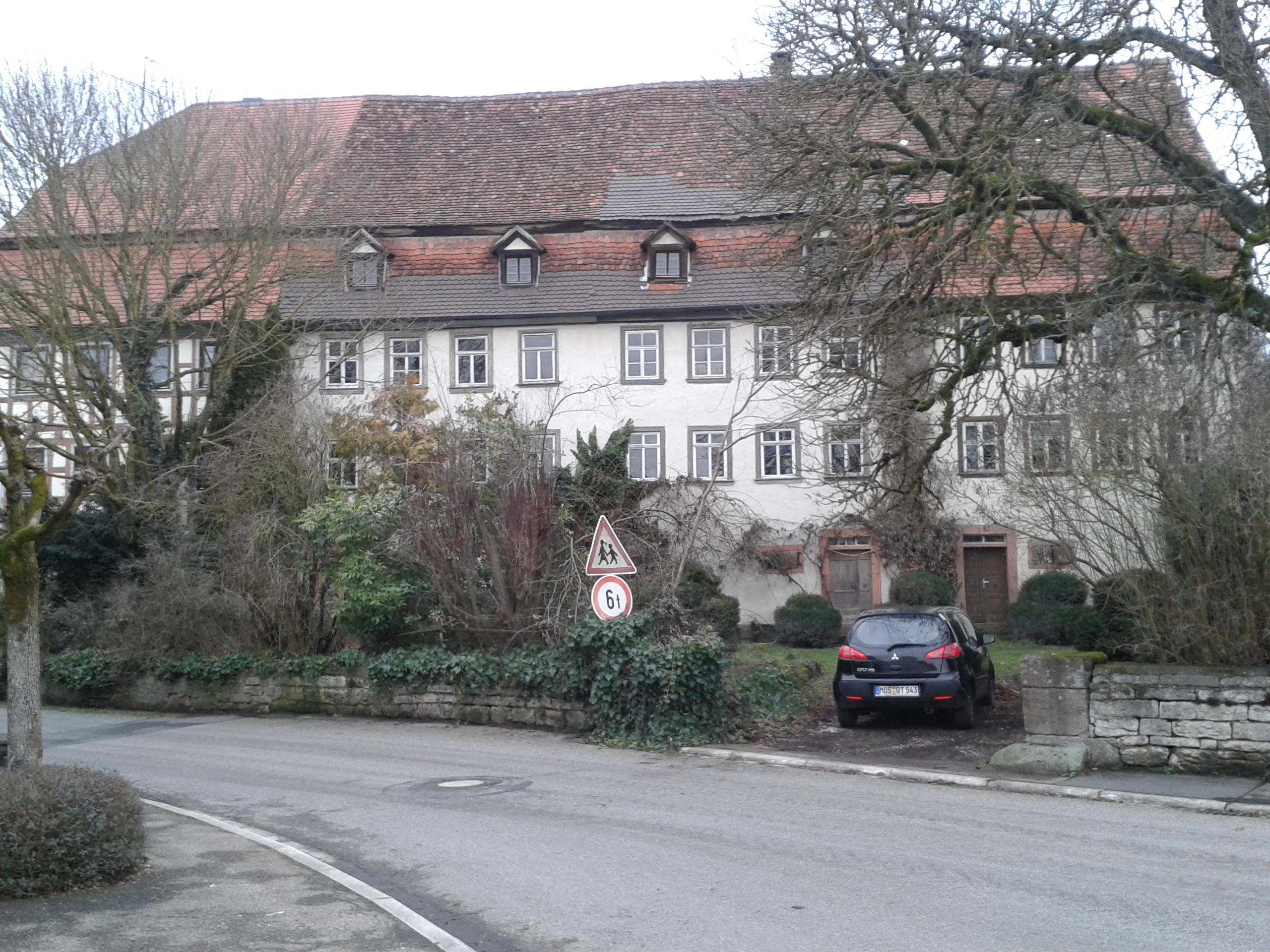
Schloss Sindolsheim

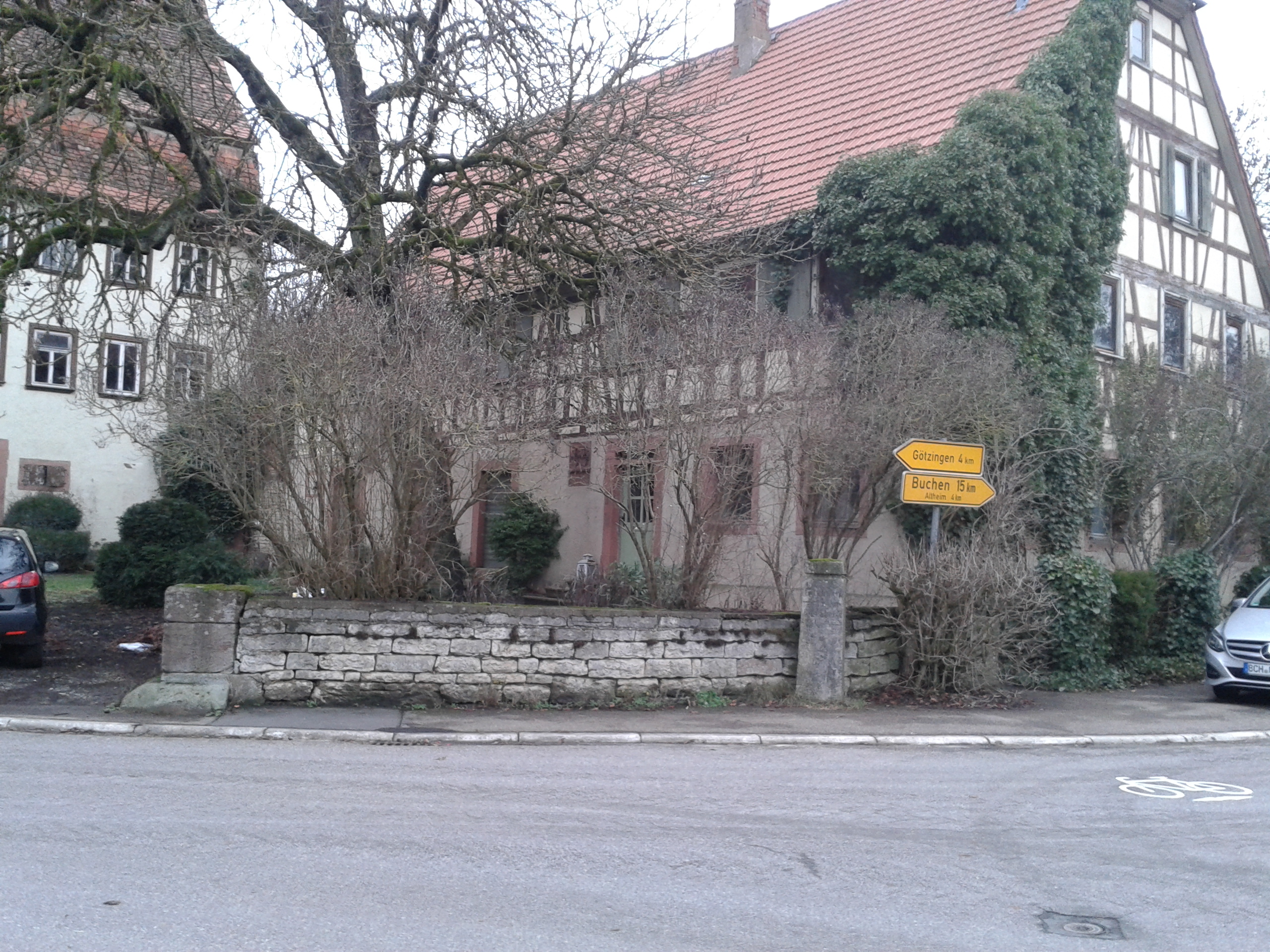
Schlossflügel Sindolsheim

1335 hieß der Dorfherr Friedrich von Hettigheim. 1335 bis 1345 wurde Eberhard Rüdt von Bödigheim und Collenberg durch das Hochstift Würzburg mit dem Gericht und der Vogtei in Sindoltzhusen belehnt. 1337 / 1343 erhält Eberhard Rüd von Bödigheim eine Hälfte des Dorfes als Mainzer Lehen, die andere Hälfte ebenfalls ein Lehen, befand sich möglich in der Hand der von Rosenberg.
Ab 1461 war dann der ganze Ort im Besitz der Eberstadter Linie der Rüdt, danach blieb der Besitz 350 Jahre bei den Rüd von Collenberg. 1562 wurde der Ort unter Georg Christoph Rüd und Stefan Rüd geteilt. 1582 erbat Stephan Rüd für seinen Flecken Sindolsheim zwei Jahrmärkte durchführen zu dürfen. Kaiser Rudolf II. in Prag erlaubte Steffan Rüd von Bödigheim diese am 29. Juni und am 28. Oktober abzuhalten. Der Rüd erbaute 1584 das Schloss. 1633 im Dreißigjährigen Krieg lagerten die Wallensteinschen Truppen im Ort und brachten die Pest mit. 1667 gab es dann nach den Auswirkungen der Pest wieder 62 Herdstätten mit 293 Einwohnern. Der Sindolsheimer Familienzweig des Christian Rüd von Collenberg starb 1696 kinderlos aus. Graf Hartmann von Erffa trat die Nachfolge der von Collenberg an. Der Schultheiß Sindolsheims, Philipp Gerner, ein Nachfahre der schon um 1532 erwähnten Schulzenfamilie Gerner im Raum der Rosenberg-Hatzfeldt`schen Herrschaft, konnte durch geschicktes taktieren in kriegerischen Zeiten Schäden von der Gemeinde fernhalten. Der Graf von Erffa lernte Phillipp Gerner kennen und verpachtete ihm 1731 das Schlossgut und Mettelheim. 1756 kauften Philipp und dessen Söhne das Herrschaftsschloss, das Schlossgut und den Ortsteil Mechtelheim.
1801 legte ein Großbrand den Ort und das Schloss „in Schutt und Asche“. Zu dieser Zeit gab es schon 800 Einwohner und 80 Wohnhäuser, nach dem Wiederaufbau entstanden 128 Wohnhäuser. Unter Bürgermeister Hambrecht erwirkte die Gemeinde 1843 beginnend bis endgültig 1856 die Zehntablösung von der Herrschaft. Ab 1848 gab es ein Rathaus. 1866 während des Preußisch-Österreichischer Krieg kam es bei den Durchzugsmärschen der Preußischen Armee zu Einquartierungen in den Wohnhäusern. 1864 eröffnete eine Postagentur und 1888 folgte die Einrichtung einer Telegrafenbetriebsstelle (1997 wurde die Poststelle, mit Einführung des Landespostdienstes, geschlossen). Im Jahr 1880 wurde mit der „Spar- und Hilfskasse eGmuH“ der älteste Vorläufer der heutigen Volksbank Kirnau eG gegründet. 1868/67 wurde eine erste, 1939 bis 1959 die zweite und 1957 bis 1976 die dritte Flurbereinigung durchgesetzt. Im Jahr 1875 stellte man die ersten sechs Straßenlaternen in der Ortsmitte auf.
1806 kam Sindolsheim an Baden, 1813 zum Bezirksamt Osterburken, ab 1828 an Adelsheim, 1936 an Buchen. Im 20. Jahrhundert nahm die Bevölkerung ab, ohne dass die Weltkriege die Ursache waren.

## Bevölkerungsentwicklung Dorf Sindolsheim (Altgemeinde)
- 1880: 808 Einwohner
- 1823: 623 Einwohner
- 1939: 515 Einwohner
- 1948: 816 Einwohner, davon 239 Heimatvertriebene des Zweiten Weltkrieges
- 1960: 621 Einwohner
- 1970: 559 Einwohner
- 1990: 477 Einwohner

## Religion

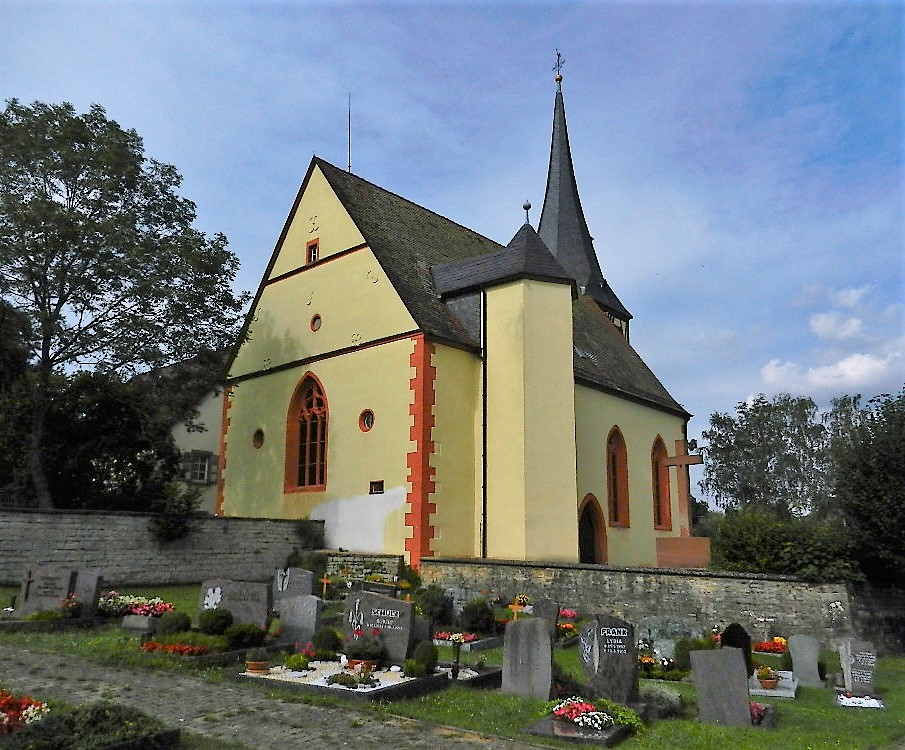
Laurentius-Kirche in Sindolsheim

Die Kirche St. Laurentius entstand 1150–1250 im romanischen Stil. Sie war, unter dem Namen Laurentius-Capell erstmals 1406 erwähnt, eine Wallfahrtskirche. Ein Neubau in gotischen Formen mit West-Orientierung vor dem Chorturm wurde um 1200 errichtet. Der Innenraum enthält Fresken des 13. Jahrhunderts, der Altar wurde von Tilmann Riemenschneider geschnitzt. Nach der Reformation wurde die Kirche unter dem Patronat der Dorfherrschaft früh lutherisch. Im Inneren stehen ein Alabasteraltar von H. Junker (1600), eine Kanzel (1609) und das Grabmal des Johann Rüd von Collenberg († 1715). Die Kirche besitzt eine Schlossempore, neben dem adligen Patronatsherren durften die Schloßbürger Gerner, getrennt durch eine Holzwand, neben dem Grafen von Erffa auf der Empore sitzen. 1766 wurde die Kirche mit evangelischen Fresken ausgemalt. 1954 wurden die Kriegsverluste der Kirchenglocken wieder feierlich ersetzt. 1970 gab es 85,5 % Protestanten und 13,8 % Einwohner römisch-katholischer Konfession im Dorf.
Im 19. Jahrhundert waren 6,3 % der Einwohner jüdischen Glaubens, 1925 noch 1,9 %. Die Juden des Ortes besaßen seit 1791 eine Synagoge in der Kronenstraße 2. Diese wurde wegen Baufälligkeit 1914 abgerissen. 1921 löste sich die jüdische Gemeinde auf. 1930 lebten noch neun Juden in Sindolsheim. 1940, in der Zeit des Nationalsozialismus, wurden sechs jüdische Mitbürger nach Frankreich deportiert.

## Politik

### Wappen
„In Rot vorne ein rechtshalbes achtspeichiges silbernes Rad, hinten ein silberner Hunderumpf mit goldenem Zackenkragen.“ Das hoheitliche Wappen gab es von 1906 bis zum Gemeindezusammenschluss 1972. Das halbe Wagenrad ist der kurmainzischen Lehensvergangenheit geschuldet, das Wappentier Hund entspricht dem Wappen des Lehensnehmer den Rüd von Collenberg.

### Bürgermeister
- 1682 Sebastian Bauer (Schultheiß)

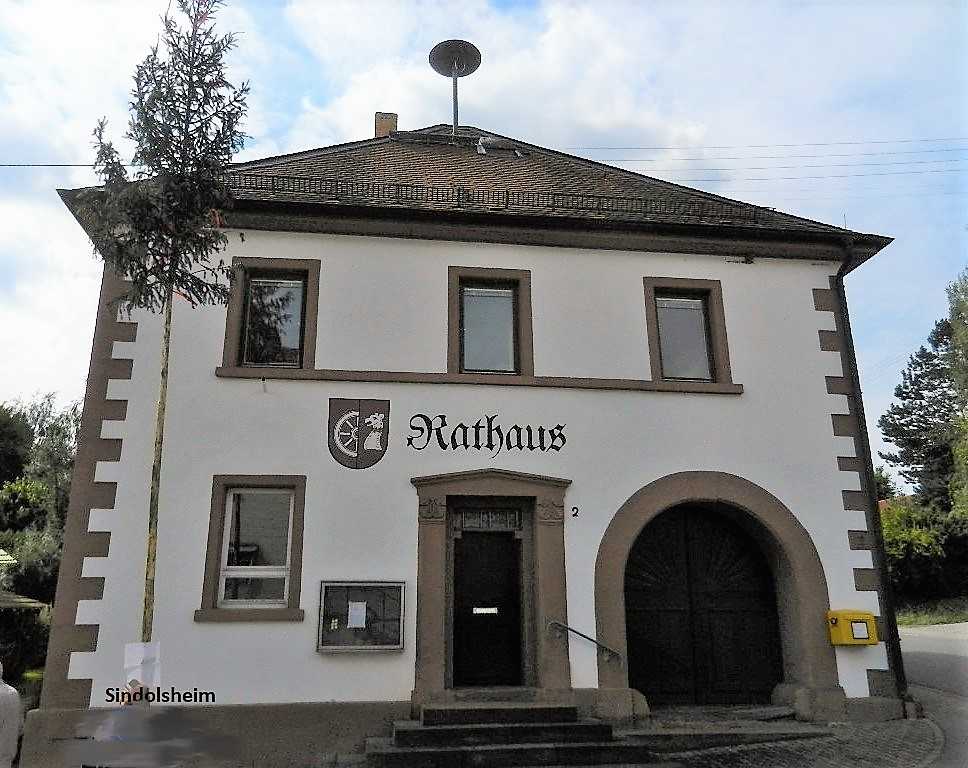
Rathaus Sindolsheim von 1848

- 1700 Joh. Georg Häffner (Schultheiß)
- 1704 Philipp Gerner (Schultheiß)
- 1712 bis 1801 Jakob Scheu (Schultheiß)
- 1800 Joh. Thomas Scheu (Schultheiß)
- 1843 Hambrecht (Bürgermeister)
- 1848 Kautzmann
- 1852 Gottfried Gamlich
- 1868 Philipp Gamlich
- 1948 bis 1966 August Frank
- 1965 bis 1970 Karl Hambrecht
- 1977 Adolf Kautzmann (Erster Dorfvorsteher)
- 1977 Karl-Heinz Gerner (Erster Dorfvorsteher)